# Menesida nigrita
Menesida nigrita là một loài bọ cánh cứng trong họ Cerambycidae.